# Португалов, Витольд Платонович
Витольд Платонович Португалов (также Виталий Платонович; 1896—1956) — советский скрипач и музыкальный педагог.

## Биография
Родился в семье врача Платона Гершевича (Григорьевича) Португалова (1852—?), из семьи малоросских евреев, выпускника Императорского киевского университета Св. Владимира, в 1880 году открывшего частную практику в Ростове. В 1890-е годы доктор Португалов выстроил в Казанском переулке трёхэтажный особняк и другие постройки, в которых жила его семья, а также размещались частные коммерческие курсы Адамиди и врачебные кабинеты докторов Таршиса и самого Португалова (Казанский пер., д. 44). Мать — Анна Ильинична Португалова (1868—?).
С детства хромал из-за деформированной нижней конечности. Окончил Петроградскую консерваторию, ученик Леопольда Ауэра.
Преподавал в Ленинградской консерватории, в том числе в период её эвакуации в Ташкент. После Великой Отечественной войны профессор Ереванской, а затем Горьковской консерватории. Ректор этой последней Григорий Домбаев в 1957 году отмечал:

Огромный вклад в деятельность консерватории внес безвременно скончавшийся крупнейший советский педагог-скрипач проф. В. П. Португалов, воспитавший группу отличных скрипачей и профессионально организовавший работу кафедры оркестровых инструментов.

Ученик Португалова Роман Кофман вспоминает:

Вот уж кто наводил страх на зелёное студенчество и был недоступно загадочен: во-первых, свободно говорил по-французски, во-вторых, курил трубку (кроме него, мы знали тогда лишь одного человека с трубкой, но его имя даже страшно называть). И, конечно, внешность: голова большая, красивая, взгляд пронзительный, туловище короткое — и глубокая, ныряющая, некрасивая хромота. От сочетания завораживающей, демонической красоты обличья и уродливой, совсем не благородной хромоты, а может, ещё по какой-то неизвестной причине был мой второй Учитель нелюдим и неласков. Загадочности добавляло и то, что от квартиры он отказывался и жил в консерватории, в том же классе, где занимался со своими загипнотизированными учениками. Класс был небольшой и помещал в себе письменный стол, кожаный диван, пианино, небольшой стеклянный шкаф с нотами и кованый сундук, где хранилась плашмя летняя и зимняя одежда Учителя.

Скончался 21 апреля 1956 года. Похоронен на Бугровском кладбище, захоронение утеряно.

## Семья
- Жена (с 1935 года) — музыкальный педагог Берта Михайловна Рейнгбальд[11].
- Брат[12] — книгоиздатель Валентин Платонович Португалов (12 ноября 1889—1917)[13], владелец московского издательства В. П. Португалова («Порывы», «Освобождённая Россия»), отец поэта Валентина Португалова и учёного-гистолога члена-корреспондента АМН СССР Виктора Португалова (1909—1982).
- Троюродный брат — хирург, доктор медицинских наук Сергей Осипович Португалов (1902—1971), отец журналиста Николая Португалова.